# Mario Sports Superstars
Mario Sports Superstars — спортивна відеогра, розроблена компаніями Bandai Namco Studios та Camelot Software Planning і випущена Nintendo для портативної консолі Nintendo 3DS. У грі містяться п'ять спортивних міні-ігор: футбол, бейсбол, теніс, гольф, і скачки. Випущена у всьому світі в березні 2017 року.

## Сприйняття
Відеогра отримала змішані відгуки від оглядачів. Так, на вебсайті-агрегаторі «Metacritic» версія відеогри для Nintendo 3DS отримала середню оцінку 62 балів зі 100 можливих на основі 44 оглядів від оглядачів. На вебсайті-агрегаторі «OpenCritic» відеогра отримала 61 бал зі 100 можливих від оглядачів на основі 37 оглядів, 19 % з яких радять відеогру до придбання.